# Moel Hebog
Moel Hebog (littéralement « colline nue du faucon ») est un sommet du pays de Galles culminant à 782 mètres d'altitude. Il s'agit du point culminant d'un groupe montagneux situé au sud-ouest du massif Snowdon et comprenant notamment Craig Cwm Silyn, plus haut sommet de la Nantle Ridge, et Mynydd Mawr.